# Diane Erpelding
Diane Erpelding (* 14. März 1982) ist eine luxemburgische Dressurreiterin. Sie vertrat Luxemburg bei den Weltreiterspielen 2014 und bei zwei Europameisterschaften (2013 und 2015) im Dressurreiten mit ihrem Pferd, dem Trakehner Rappen Woltair (* 2003).

## Laufbahn
Erpelding ist von Beruf Mathematiklehrerin an einem Gymnasium in Luxemburg und startet als Amateurin für den Club Hippique Beaufort. Um die Jahrtausendwende lernte sie bei einem Lehrgang den Dressurausbilder Werner Bergmann kennen, der sie seitdem trainierte.
Ihr bisher bestes Ergebnis ist der 14. Platz mit der Equipe bei den  Europameisterschaften 2013 in Herning. Ihr bestes Einzelergebnis ist Rang 54 bei den Europameisterschaften 2015 in Aachen.